# Eressa ypleta
Eressa ypleta är en fjärilsart som beskrevs av Swinhoe. Eressa ypleta ingår i släktet Eressa och familjen björnspinnare. Inga underarter finns listade i Catalogue of Life.